# Criterium van Lommel
Het Criterium van Lommel (Profronde van Lommel) was een wielercriterium in de Belgische stad Lommel. Deze wedstrijd werd van 2006 tot 2016 jaarlijks verreden in de straten van de stad en was een van de reeks criteriums na de Ronde van Frankrijk.

## Parcours
Het parcours van deze koers ging langs de volgende straten:

## Erelijst
| Jaar | 1e                | 2e                    | 3e                |
| ---- | ----------------- | --------------------- | ----------------- |
| 1961 | Rik Luyten        | Jan Zagers            | August Peeters    |
| 1964 | Frans Verbeeck    | Jos Huysmans          | Louis Verachtert  |
| 1965 | Jan Hugens        | Roger Baguet          | Léon Lenaers      |
|      |                   |                       |                   |
| 2006 | Kevin Hulsmans    | Tom Boonen            | Johan Vansummeren |
| 2007 | Axel Merckx       | Johan Vansummeren     | Tom Boonen        |
| 2008 | Tom Boonen        | Gert Steegmans        | Jürgen Roelandts  |
| 2009 | Johan Vansummeren | Andy Schleck          | Tom Boonen        |
| 2010 | Alberto Contador  | Jurgen Van den Broeck | Johan Vansummeren |
| 2011 | Philippe Gilbert  | Fränk Schleck         | Jelle Vanendert   |
| 2012 | Peter Sagan       | Tom Boonen            | Jelle Vanendert   |
| 2013 | Marcel Kittel     | Chris Froome          | Stijn Devolder    |
| 2014 | Vincenzo Nibali   | Johan Vansummeren     | Matteo Trentin    |
| 2015 | Greg Van Avermaet | Peter Sagan           | Kevin Hulsmans    |
| 2016 | Thomas De Gendt   | Marcel Kittel         | André Greipel     |